# Оброчинское сельское поселение
Оброчинское се́льское поселе́ние — муниципальное образование в Ичалковском районе Мордовии Российской Федерации.
Административный центр — село Оброчное.

## История
Статус и границы сельского поселения установлены Законом Республики Мордовия от 1 декабря 2004 года № 98-З «Об установлении границ муниципальных образований Ичалковского муниципального района, Ичалковского муниципального района и наделении их статусом сельского поселения и муниципального района».
Законом от 13 июля 2009 года, было упразднено Новоичалковское сельское поселение (сельсовет), а его населённые пункты были включены в Оброчинское сельское поселение (сельсовет).
В 2011 году был упразднён входивший в состав поселения посёлок Васильевка.

## Население
| 2002  | 2010  | 2012  | 2013  | 2014  | 2015  | 2016  |
| ----- | ----- | ----- | ----- | ----- | ----- | ----- |
| 2140  | ↘1832 | ↘1805 | ↘1791 | ↘1776 | ↘1728 | ↘1721 |
| 2017  | 2018  | 2019  | 2020  | 2021  |       |       |
| ↘1701 | ↗1715 | ↘1684 | ↘1654 | ↗1670 |       |       |

## Состав сельского поселения
| №  | Населённый пункт | Тип населённого пункта       | Население |
| -- | ---------------- | ---------------------------- | --------- |
| 1  | Апухтино         | село                         | ↘14       |
| 2  | Атманка          | деревня                      | ↘41       |
| 3  | Варваровка       | деревня                      | ↘1        |
| 4  | Крутая Гора      | посёлок                      | ↘0        |
| 5  | Новые Ичалки     | село                         | ↘109      |
| 6  | Оброчное         | село, административный центр | ↘1183     |
| 7  | Павловка         | посёлок                      | ↘6        |
| 8  | Троицкий         | посёлок                      | ↘100      |
| 9  | Ульянка          | село                         | ↘343      |
| 10 | Языковка         | деревня                      | ↘35       |

## Известные уроженцы
- Парамонов, Александр Иванович (1907— 19??) — советский военачальник, полковник. Родился в селе Ульянка.